# Большой Ключ (Кировская область)
 Большой Ключ  — деревня в Пижанском муниципальном округе Кировской области.

## География
Расположена на расстоянии примерно 13 км по прямой на юго-запад от райцентра поселка Пижанка.

## История
Деревня известна с 1873 года как починок Большой ключ, в котором дворов 3 и жителей 36, в 1905 (Большой Ключ или Аптель, Шуйма), в котором дворов было 12 и жителей 87. В 1926 году это уже была деревня (дворов 18 и жителей 77, в том числе 75 мари), в 1950 (Большой Ключ) дворов 18 и жителей 59, в 1989 году 27 жителей. До 2020 года входила в состав Безводнинского сельского поселения до его упразднения.

## Население
Постоянное население составляло 17 человек (мари 94%) в 2002 году, 5 в 2010.